# Calea ferată Buzău–Nehoiașu
Calea ferată Buzău–Nehoiașu este o linie de cale ferată secundară din România. Linia neelectrificată și simplă leagă localitățile de pe valea Buzăului cu orașul Buzău. Ea a fost construită în 1908–1909 și astăzi, în cadrul infrastructurii feroviare românești, poartă numele de magistrala CFR 504. Conform anexei Hotărârii de Guvern nr. 1409/2007, secția aparține infrastructurii feroviare neinteroperabile, aceasta fiind licitată spre închiriere de către Compania Națională CNCF CFR SA, ea fiind preluată spre administrare de compania privată Transferoviar Grup.
Această cale ferată este unica cu pornire din municipiul Buzău care ajunge până la zona de munte din județul omonim.

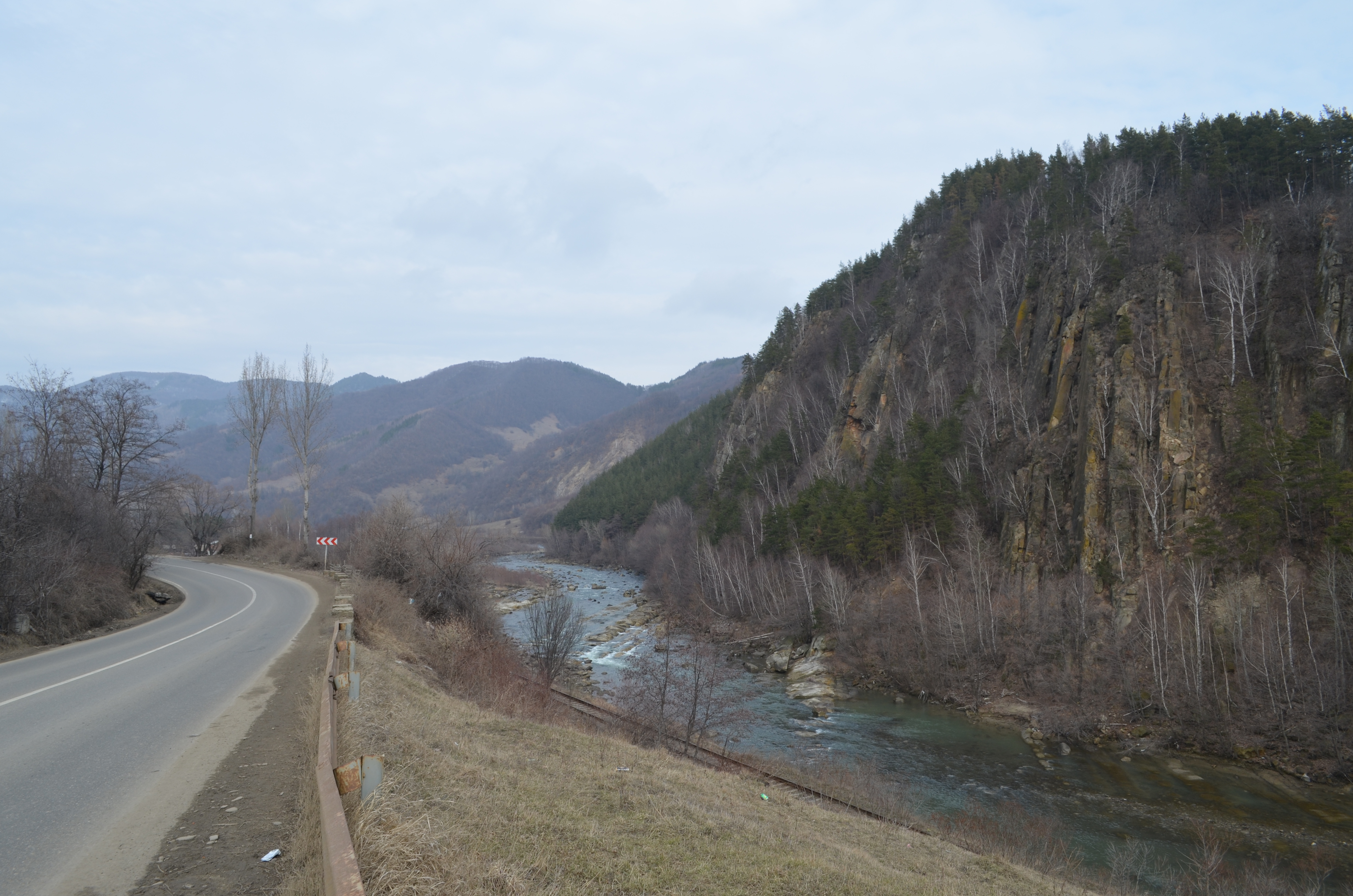
Râul Buzău, calea ferată Buzău-Nehoiașu și DN10.

## Istoric
Construcția liniei Buzău–Nehoiașu a fost contractată în 1907 de Banca Marmorosch Blank Societate Anonimă de la Ministerul Lucrărilor Publice și dată spre execuție antreprizei Weiss-Vasilescu, care a finalizat lucrarea în 1909, aceasta fiind dată în folosință în ziua de 9 august a acelui an. În scopul administrării și exploatării ei, s-a înființat Societatea Română a Căii Ferate Buzău–Nehoiașu, o societate pe acțiuni ai cărui acționari erau mai mulți oameni de afaceri români.
Pentru început, calea ferată a fost folosită în principal pentru transportul de mărfuri, în primul rând pentru transportul de cherestea de la Nehoiu, dar și pentru transportul călătorilor. Punctul terminus al acestei linii în Buzău a fost mai întâi Gara Drăgaica, aflată la 1 km vest de gara principală a orașului, dar după o vreme s-a trecut la folosirea gării Buzău drept capăt de linie; în 1942 s-a decis construirea unui peron special pentru această linie, peron ce este astăzi linia 20 a gării Buzău, folosit în continuare exclusiv pentru plecări și sosiri ale trenurilor de călători spre Nehoiașu. După Primul Război Mondial, printre acționari au apărut și creditori francezi ai companiei, iar statul român a achiziționat titlurile lor în 1924. Tot în acea perioadă, s-a discutat de către politicieni posibilitatea extinderii ei și conectării cu linia Brașov–Întorsura Buzăului, pentru crearea unei noi căi ferate transcarpatice, proiect care însă nu s-a realizat niciodată. Societatea căii ferate Buzău–Nehoiașu a continuat să fie una mixtă, cu capital de stat și privat, fiind afectată de probleme financiare, de concedieri, de conflicte între acționarii privați și administrația de stat și de falimentul Băncii Marmorosch Blank în timpul Marii Crize Economice.
După al Doilea Război Mondial, societatea a fost naționalizată în urma planurilor făcute de Gheorghe Gheorghiu-Dej, pe atunci ministru al transporturilor. Linia nu a fost niciodată dublată sau electrificată, iar compania de căi ferate a statului a continuat să opereze trenuri personale de călători. În 2009, din cele cinci perechi de trenuri de persoane care circulau pe această linie, CFR a renunțat la patru, iar singura care a rămas în funcțiune a circulat doar până la Berca, fiind concesionată companiei Transferoviar Grup, care a preluat transportul local de marfă și persoane, și a reluat circulația tuturor celor cinci curse regulate de călători din luna aprilie a acelui an.